# ATP Challenger Tour 2020
In der folgenden Tabelle wurden die Turniere der professionellen Herrentennis-Saison 2020 der ATP Challenger Tour dargestellt. Sie bestand aus 59 Turnieren mit einem Preisgeld zwischen 35.000 und 162.480 US-Dollar. Es war die 44. Ausgabe des Challenger-Turnierzyklus und die zwölfte unter dem Namen ATP Challenger Tour. Seit 2019 hatten eigentlich alle Turniere im Einzel ein 48er-Feld. In diesem Jahr kam allerdings eine neue Kategorie (Challenger 50) hinzu, in der das Teilnehmerfeld aus 32 Spielern bestand. Es können sich aus einer Qualifikation von vier Spielern zwei einen Platz für das Hauptfeld sichern.
Wegen der COVID-19-Pandemie wurden alle Turniere der ATP Challenger Tour vom 16. März bis zum 10. August abgesagt. So fanden in diesem Jahr nur 59 Turniere statt.

## Turnierplan

### Januar
| Datum1 | Ort            | Turnier                                       | Preisgeld2 | Belag3        | Sieger Einzel         | Sieger Doppel                             |
| ------ | -------------- | --------------------------------------------- | ---------- | ------------- | --------------------- | ----------------------------------------- |
| 06.01. | Canberra       | Apis Canberra International                   | $ 162.480  | Hartplatz     | Philipp Kohlschreiber | Max Purcell Luke Saville                  |
| 06.01. | Nouméa         | Internationaux BNP Paribas Nouvelle-Calédonie | $ 081.240  | Hartplatz     | J. J. Wolf            | Andrea Pellegrino Mario Vilella Martínez  |
| 06.01. | Ann Arbor      | Oracle Pro Series – Ann Arbor                 | $ 054.160  | Hartplatz (i) | Ulises Blanch         | Robert Galloway Hans Hach Verdugo         |
| 13.01. | Bangkok I      | Bangkok I Open                                | $ 054.160  | Hartplatz     | Attila Balázs         | Andrei Golubew Alexander Nedowessow       |
| 13.01. | Bendigo        | Bendigo Challenger                            | $ 054.160  | Hartplatz     | Steve Johnson         | Nikola Čačić Denys Moltschanow            |
| 20.01. | Bangkok II     | Bangkok II Open                               | $ 054.160  | Hartplatz     | Federico Gaio         | Gonzalo Escobar Miguel Ángel Reyes Varela |
| 20.01. | Rennes         | Open Blot Rennes                              | € 046.600  | Hartplatz (i) | Arthur Rinderknech    | Antonio Šančić Sam Weissborn              |
| 27.01. | Newport Beach  | Oracle Challenger Series – Newport Beach      | $ 162.480  | Hartplatz     | Thai-Son Kwiatkowski  | Ariel Behar Gonzalo Escobar               |
| 27.01. | Burnie         | Caterpillar Burnie International              | $ 054.160  | Hartplatz     | Taro Daniel           | Harri Heliövaara Sem Verbeek              |
| 27.01. | Punta del Este | Punta Open                                    | $ 054.160  | Sand          | Thiago Monteiro       | Orlando Luz Rafael Matos                  |
| 27.01. | Quimper        | Open Quimper Bretagne Occidentale             | € 046.600  | Hartplatz (i) | Cem İlkel             | Andrei Golubew Alexander Nedowessow       |

### Februar
| Datum  | Ort                   | Turnier                                     | Preisgeld | Belag         | Sieger Einzel                 | Sieger Doppel                     |
| ------ | --------------------- | ------------------------------------------- | --------- | ------------- | ----------------------------- | --------------------------------- |
| 03.02. | Dallas                | RBC Tennis Championships of Dallas          | $ 108.320 | Hartplatz (i) | Jurij Rodionov                | Dennis Novikov Gonçalo Oliveira   |
| 03.02. | Launceston            | Launceston International                    | $ 054.160 | Hartplatz     | Mohamed Safwat                | Evan King Benjamin Lock           |
| 10.02. | Bangalore             | Bengaluru Open                              | $ 162.480 | Hartplatz     | James Duckworth               | Purav Raja Ramkumar Ramanathan    |
| 10.02. | Cherbourg-en-Cotentin | Challenger La Manche – Cherbourg            | € 046.600 | Hartplatz (i) | Roman Safiullin               | Pawel Kotow Roman Safiullin       |
| 10.02. | Cleveland             | Cleveland Open                              | $ 054.160 | Hartplatz (i) | Mikael Torpegaard             | Treat Huey Nathaniel Lammons      |
| 17.02. | Bergamo               | Internazionali di Tennis Trofeo Perrel–Faip | € 046.600 | Hartplatz (i) | Finale abgesagt/Titel geteilt | Zdeněk Kolář Julian Ocleppo       |
| 17.02. | Drummondville         | Challenger Banque Nationale Drummondville   | $ 054.160 | Hartplatz (i) | Maxime Cressy                 | Manuel Guinard Arthur Rinderknech |
| 17.02. | Koblenz               | Koblenz Open                                | € 046.600 | Hartplatz (i) | Tomáš Macháč                  | Sander Arends David Pel           |
| 17.02. | Morelos               | Morelos Open Crédito Real                   | $ 054.160 | Hartplatz     | Jurij Rodionov                | Luke Saville John-Patrick Smith   |
| 24.02. | Pau                   | Teréga Open Pau–Pyrénées                    | € 092.040 | Hartplatz (i) | Ernests Gulbis                | Benjamin Bonzi Antoine Hoang      |
| 24.02. | Calgary               | Calgary National Bank Challenger            | $ 081.240 | Hartplatz (i) | Arthur Rinderknech            | Nathan Pasha Max Schnur           |
| 24.02. | Columbus              | Oracle Pro Series – Columbus                | $ 054.160 | Hartplatz (i) | J. J. Wolf                    | Treat Huey Nathaniel Lammons      |

### März
| Datum  | Ort           | Turnier                                 | Preisgeld | Belag         | Sieger Einzel       | Sieger Doppel                     |
| ------ | ------------- | --------------------------------------- | --------- | ------------- | ------------------- | --------------------------------- |
| 02.03. | Indian Wells  | Oracle Challenger Series – Indian Wells | $ 162.480 | Hartplatz     | Steve Johnson       | Denis Kudla Thai-Son Kwiatkowski  |
| 02.03. | Monterrey     | Abierto GNP Seguros                     | $ 108.320 | Hartplatz     | Adrian Mannarino    | Karol Drzewiecki Gonçalo Oliveira |
| 09.03. | Nur-Sultan    | Nur-Sultan Challenger                   | $ 054.160 | Hartplatz (i) | Turnier abgebrochen | Turnier abgebrochen               |
| 09.03. | Potchefstroom | Potchefstroom Challenger                | $ 035.000 | Hartplatz     | Turnier abgebrochen | Turnier abgebrochen               |

### April
wegen Corona alle Turniere abgesagt oder verschoben

### Mai
wegen Corona alle Turniere abgesagt oder verschoben

### Juni
wegen Corona alle Turniere abgesagt oder verschoben

### Juli
wegen Corona alle Turniere abgesagt oder verschoben

### August
| Datum  | Ort       | Turnier                                                                        | Preisgeld | Belag | Sieger Einzel           | Sieger Doppel                            |
| ------ | --------- | ------------------------------------------------------------------------------ | --------- | ----- | ----------------------- | ---------------------------------------- |
| 17.08. | Prag I    | I.ČLTK Prague Open                                                             | € 137.560 | Sand  | Stan Wawrinka           | Pierre-Hugues Herbert Arthur Rinderknech |
| 17.08. | Todi      | Internazionali di Tennis Città di Todi                                         | € 088.520 | Sand  | Yannick Hanfmann        | Ariel Behar Andrei Golubew               |
| 24.08. | Prag II   | RPM Open                                                                       | € 137.560 | Sand  | Aslan Karazew           | Sander Arends David Pel                  |
| 24.08. | Triest    | Internazionali di Tennis Città di Trieste                                      | € 088.520 | Sand  | Carlos Alcaraz          | Ariel Behar Andrei Golubew               |
| 31.08. | Ostrava   | Ostrava Open                                                                   | € 132.280 | Sand  | Aslan Karazew           | Artem Sitak Igor Zelenay                 |
| 31.08. | Cordenons | Acqua Dolomia Serena Wines Tennis Cup Internazionali del Friuli Venezia Giulia | € 088.520 | Sand  | Bernabé Zapata Miralles | Ariel Behar Andrei Golubew               |

### September
| Datum  | Ort             | Turnier                                 | Preisgeld | Belag | Sieger Einzel       | Sieger Doppel                  |
| ------ | --------------- | --------------------------------------- | --------- | ----- | ------------------- | ------------------------------ |
| 07.09. | Aix-en-Provence | Open Pays d’Aix CEPAC                   | € 132.280 | Sand  | Oscar Otte          | Andrés Molteni Hugo Nys        |
| 07.09. | Prostějov       | Moneta Czech Open                       | € 132.280 | Sand  | Kamil Majchrzak     | Zdeněk Kolář Lukáš Rosol       |
| 14.09. | Iași            | Concord Iași Open                       | € 088.520 | Sand  | Carlos Taberner     | Rafael Matos João Menezes      |
| 21.09. | Forlì           | Internazionali di Tennis Città di Forlì | € 088.520 | Sand  | Lorenzo Musetti     | Tomislav Brkić Nikola Čačić    |
| 21.09. | Sibiu           | Sibiu Open                              | € 044.820 | Sand  | Marc-Andrea Hüsler  | Hunter Reese Jan Zieliński     |
| 28.09. | Biella          | Challenger Biella                       | € 044.820 | Sand  | Facundo Bagnis      | Harri Heliövaara Szymon Walków |
| 28.09. | Split           | Split Open                              | € 044.820 | Sand  | Francisco Cerúndolo | Treat Huey Nathaniel Lammons   |

### Oktober
| Datum  | Ort       | Turnier                                 | Preisgeld | Belag         | Sieger Einzel      | Sieger Doppel                        |
| ------ | --------- | --------------------------------------- | --------- | ------------- | ------------------ | ------------------------------------ |
| 05.10. | Parma I   | Internazionali di Tennis Emilia Romagna | € 132.280 | Sand          | Frances Tiafoe     | Marcelo Arévalo Tomislav Brkić       |
| 05.10. | Barcelona | Sánchez-Casal Leotron Catalonia         | € 044.820 | Sand          | Carlos Alcaraz     | Szymon Walków Sam Weissborn          |
| 12.10. | Alicante  | Alicante Ferrero Challenger             | € 044.820 | Sand          | Carlos Alcaraz     | Enzo Couacaud Albano Olivetti        |
| 12.10. | Lissabon  | Lisboa Belém Open                       | € 044.820 | Sand          | Jaume Munar        | Roberto Cid Subervi Gonçalo Oliveira |
| 19.10. | Istanbul  | Istanbul Challenger Ted Open            | $ 104.160 | Hartplatz     | Ilja Iwaschka      | Ariel Behar Gonzalo Escobar          |
| 19.10. | Ismaning  | Wolffkran Open                          | € 044.820 | Teppich (i)   | Marc-Andrea Hüsler | Andre Begemann David Pel             |
| 26.10. | Hamburg   | Tennis Challenger Hamburg               | € 044.820 | Hartplatz (i) | Taro Daniel        | Marc-Andrea Hüsler Kamil Majchrzak   |
| 26.10. | Marbella  | AnyTech365 Marbella Open                | € 044.820 | Sand          | Pedro Martínez     | Gerard Granollers Pedro Martínez     |

### November
| Datum  | Ort                  | Turnier                                 | Preisgeld | Belag         | Sieger Einzel                   | Sieger Doppel                                       |
| ------ | -------------------- | --------------------------------------- | --------- | ------------- | ------------------------------- | --------------------------------------------------- |
| 02.11. | Eckental             | Challenger Eckental                     | € 088.520 | Teppich (i)   | Sebastian Korda                 | Dustin Brown Antoine Hoang                          |
| 02.11. | Parma II             | Internazionali di Tennis Città di Parma | € 044.820 | Hartplatz (i) | Cedrik-Marcel Stebe             | Grégoire Barrère Albano Olivetti                    |
| 09.11. | Bratislava           | Peugeot Slovak Open                     | € 044.820 | Hartplatz (i) | Maximilian Marterer             | Harri Heliövaara Emil Ruusuvuori                    |
| 09.11. | Cary                 | Atlantic Tire Championships             | $ 052.080 | Hartplatz     | Denis Kudla                     | Teimuras Gabaschwili Dennis Novikov                 |
| 16.11. | Guayaquil            | Challenger Ciudad de Guayaquil          | $ 052.080 | Sand          | Francisco Cerúndolo             | Luis David Martínez Felipe Meligeni Rodrigues Alves |
| 16.11. | Orlando              | Orlando Open                            | $ 052.080 | Hartplatz     | Brandon Nakashima               | Andrei Golubew Alexander Nedowessow                 |
| 16.11. | St. Ulrich in Gröden | Sparkasse Challenger                    | € 044.820 | Hartplatz (i) | Ilja Iwaschka                   | Andre Begemann Albano Olivetti                      |
| 23.11. | Lima                 | Lima Challenger Copa Claro              | $ 052.080 | Sand          | Daniel Elahi Galán              | Íñigo Cervantes Oriol Roca Batalla                  |
| 23.11. | São Paulo            | São Paulo Tennis Classic                | $ 052.080 | Sand          | Felipe Meligeni Rodrigues Alves | Luis David Martínez Felipe Meligeni Rodrigues Alves |
| 30.11. | Campinas             | Campeonato Internacional de Tênis       | $ 052.080 | Sand          | Francisco Cerúndolo             | Sadio Doumbia Fabien Reboul                         |
| 30.11. | Maia                 | Maia Open                               | € 044.820 | Sand (i)      | Pedro Sousa                     | Zdeněk Kolář Andrea Vavassori                       |

- 1 Turnierbeginn (ohne Qualifikation)
- 2 Seit 2019 werden alle Spieler der Turniere untergebracht.
- 3 Das Kürzel „(i)“ (= indoor) bedeutet, dass das betreffende Turnier in einer Halle ausgetragen wird.

## Verteilung der Weltranglistenpunkte
Ein Überblick über die Punktverteilung der jeweiligen Challenger-Kategorien im Jahr 2020. Seit 2019 müssen alle Challenger-Turniere ihren Spielern Hospitality gewähren.
| Turnierkategorie | Gesamtsumme Preisgeld | S   | F  | HF | VF | AF | 2R | Zusätzliche Qualifikationspunkte |
| ---------------- | --------------------- | --- | -- | -- | -- | -- | -- | -------------------------------- |
| Challenger 125   | $0162.480 €0137.560   | 125 | 75 | 45 | 25 | 10 | 5  | 1                                |
| Challenger 110   | $0135.400 €0114.800   | 110 | 65 | 40 | 20 | 9  | 5  | 1                                |
| Challenger 100   | $0108.320 €0092.040   | 100 | 60 | 35 | 18 | 8  | 5  | 1                                |
| Challenger 90    | $0081.240 €0069.280   | 090 | 55 | 33 | 17 | 8  | 5  | 1                                |
| Challenger 80    | $0054.160 €0046.600   | 080 | 48 | 29 | 15 | 7  | 4  | 1                                |
| Challenger 501   | $0035.000 €0030.000   | 050 | 30 | 15 | 7  | 4  | 0  | 1                                |

- Erklärung Kopfzeile: S = Sieger; F = (unterlegener) Finalist; HF = Halbfinale erreicht (und dann ausgeschieden); VF = Viertelfinale; AF = Achtelfinale; 2R = Zweite Runde
- Paare im Doppel erhalten keine Punkte vor dem Viertelfinale.
- 1Turniere der Kategorie Challenger 50 haben ein Hauptfeld mit nur 32 Einzelspielern und einem Qualifikationsfeld mit 24 Spielern.